# أوديت ألونسو
أوديت ألونسو هي كاتِبة وشاعرة كوبية، ولدت في 23 يناير 1964 في سانتياغو دي كوبا في كوبا.